# 糠塚古墳
糠塚古墳（ぬかづかこふん）は、現在の宮城県仙台市宮城野区燕沢東にあった古墳である。直径約30メートルの円墳だが、頂上から穴を掘り下げた跡が見つかっただけで、遺物は一切なかった。具体的な年代は不明である。住宅地となったが、古墳は変形した状態で現存する。

## 立地と構造
仙台北郊に広がる丘陵の東端、宮城県道8号仙台松島線（石巻街道、利府街道）の南にあった。糠塚の名については、利府町の坂上田村麻呂伝説にあらわれる九門長者の家の糠からできたという言い伝えがあった。直径約30メートル、高さ5メートルだが、土を積んだのは上の2メートルで、下は地山である。自然の地形を利用し、余計な部分を削り、足りないところに土を積んで形を作ったものであろう。埴輪も葺石もない。墳頂から下に、深さ0.5メートルの楕円形の穴が掘られていた。東西に長く、長さは3.5メートル、その幅は1.3メートルであった。遺構はこの落ち込みだけであり、それ以外の遺構は検出されず、遺物もなかった。